# Аман Андом
Аман Микаэль Андом (21 июня 1924 — 23 ноября 1974) — военный и государственный деятель Эфиопии, генерал, один из лидеров эфиопской революции, первый председатель Временного военно-административного совета (ВВАС; «Дерг»).

## Биография
Родился в деревне в Эритрее, учился в американской миссионерской школе в Хартуме (Судан) и военной школе Св. Георгия (Sandhurst).
В годы Второй Мировой войны воевал с итальянскими войсками на территории Судана и Эфиопии в войсках Хайле Селассие I.
В 1962 году, после успешных боёв с сомалийскими войсками в Огадене во главе дивизии, он был произведён в генерал-майоры. Стал известен и популярен в стране, получив прозвище «Лев пустыни». Однако в 1964 г. император Хайле Селассие I отстранил Андома от командования боевыми частями после того, как тот фактически вышел из подчинения командованию в ходе преследования отступавших сомалийских частей и вторгся на территорию Сомали. Несколько лет Андом был военным атташе Эфиопии во Франции, потом в США (с 1964). В 1965 году назначен сенатором.
Учился в Университете Ховарда и британской военной академии в Сандхёрсте.
В июле 1974 года назначен министром обороны и начальником Генштаба Эфиопии. С сентября 1974 года — генерал-лейтенант.
В обстановке нарастающего общественно-политического кризиса в стране организовал и возглавил переворот 12 сентября 1974 г., свергнувший правившего 44 года императора Хайле Селассие I (смена власти была поддержана населением).
После переворота возглавил Временный военно-административный совет (ВВАС; «Дерг»), высший коллегиальный орган государственной власти, включавший на первых порах 12 офицеров. При этом он сохранил за собой посты министра обороны и начальника Генштаба.
Начал переговоры с сепаратистским Народным фронтом освобождения Эритреи (НФОЭ) и достиг перемирия в боевых действиях после визитов в Эритрею и переговоров с сепаратистами 25 августа и 6 сентября.
«С первого дня своего президентства генерал имел разногласия с большинством членов „Дерга“ по большинству главных проблем, включая то, был ли он председателем правящей военной организации или просто её представителем». Разногласия касались численности ВВАС (Аман Андом считал её слишком большой), политики в отношении Эритреи и НФОЭ (он выступал за отказ от военных мер), необходимости и степени наказания отстранённой от власти аристократии, бывших членов правительства и чиновничества и императорского генералитета (выступал против массовых расстрелов). При этом он опирался на верные ему лично бывшую императорскую гвардию, ВВС и Инженерный корпус.
7 октября 1974 года верные ВВАС войска напали на лагерь Инженерного корпуса (5 человек погибло, несколько десятков ранено, большинство остальных задержано). После этого конфликт внутри ВВАС обострился.
15 ноября 1974 года Аман Андом обратился ко всем воинским частям страны с сообщением о противоречиях внутри ВВАС.
17 ноября 1974 года на генеральной ассамблее Дерга был смещён со своего поста группой членов ВВАС, которую возглавили 1-й заместитель ВВАС Менгисту Хайле Мариам, генерал Тэфэри Бенти и их соратники. После отставки не прекратил переписки с верными ему офицерами, однако большинство посланий перехватывалось и докладывалось Менгисту Хайле Мариаму.
23 ноября 1974 года новый глава ВВАС Менгисту Хайле Мариам отдал приказ о казни 59 представителей эфиопской знати — сторонников императора, среди которых были два бывших премьер-министра, 12 губернаторов провинций, 18 генералов и внук Хайле Селассие I.
В ту же ночь преданные Менгисту войска двинулись к дому Амана Андома и убили его в ходе двухчасовой перестрелки с охраной. По другим данным, он застрелился сам.
Считался либералом, исключительно честным человеком и пламенным патриотом.